# ヴァリニョンの定理

四角形EFGHの面積は四角形ABCDの半分の面積と等しい。

ユークリッド幾何学において、ヴァリニョンの定理（ヴァリニョンのていり、英: Varignon's theorem）とは、任意の四角形の辺の中点を結んでできた四角形が平行四辺形になるという定理である。この平行四辺形はヴァリニョンの平行四辺形と呼ばれている。1731年に証明を公表した ピエール・ヴァリニョンにちなむ。

## 定理
任意の四角形の辺の中点を結んでできた四角形は平行四辺形になる。凸または凹四角形の場合、すなわち自己交叉しない場合、その平行四辺形の面積はもとの四角形の半分の面積である。
多角形に符号付き面積を導入すれば自己交叉する四角形においても、同様のことが成立する。
ヴァリニョンの平行四辺形はどのような斜四角形にも存在する。 またヴァリニョンの定理は任意の多角形に一般化することができる。

## 証明
四角形ABCDについてAB,BC,CD,DAの中点をそれぞれE,F,G,Hとする。 三角形ADCとHDGは中点連結定理より相似で、HG とACは平行である。同様に、EFとACも平行であるので、HGとEFは平行である。同じようにして、HEとGFは平行であるので四角形EFGHは平行四辺形である。
ヴァリニョンの定理は、線形結合を係数の和が1になるように調整した線形代数を用いて、アフィン幾何学の定理として証明することもできる。 この証明は、あらゆる次元の空間における斜四角形にも適用できる。
任意の3点E,F,GとE-F+Gは平行四辺形を構成するが、E-F+G=(A+B)/2−(B+C)/2+(C+D)/2 =(A+D)/2=Hより、E,F,G,Hは平行四辺形をなす。これより、四点A,B,C,Dの幾何中心はヴァリニョンの平行四辺形の対角線の交点に等しい。
元の四角形の各辺の1/2の大きさのベクトルを用いて、元の四角形の面積を求め、ヴァリニョンの平行四辺形の各辺で分割された4つの三角形の面積を求めることができる。

数式を用いない証明

| 凸四角形 | 凹四角形 | 自己交叉する四角形 |
| -------- | -------- | ------------------ |
|          |          |                    |

1. 元の四角形とその対角線
2. 青い三角形の底辺は1の青い対角線と平行である。
3. 赤い対角線についても同様である。
4. 4つの底辺は平行四辺形を成す。

## ヴァリニョンの平行四辺形

### 性質
ヴァリニョンの平行四辺形は以下の性質を持つ。
- ヴァリニョンの平行四辺形の各辺は元の四角形の対応する対角線に平行である。
- ヴァリニョンの平行四辺形の各辺は元の四角形の平行な対角線の半分の長さを持つ。
- 元の四角形が凸または凹四角形の場合、ヴァリニョンの平行四辺形の面積は元の四角形の半分の面積に等しい。自己交叉する四角形の場合、それが成す二つの四角形の差を面積として定義することで満たすようになる[3]。
- 元の三角形の対角線の長さの和はヴァリニョンの平行四辺形の周長と等しい。
- 四角形の対角線の中点とヴァリニョンの平行四辺形の対角線の中点は共線であるこの線はニュートン線と呼ばれる[4]。

凸四角形の辺の長さをそれぞれa, b, c, d、対角線の長さをそれぞれp, qとし、aとcの中点を結んだ直線の長さは以下の様に与えられる。
{\displaystyle m={\tfrac {1}{2}}{\sqrt {-a^{2}+b^{2}-c^{2}+d^{2}+p^{2}+q^{2}}}}
bとdの中点を結んだ直線の長さは以下の様に与えられる。
{\displaystyle n={\tfrac {1}{2}}{\sqrt {a^{2}-b^{2}+c^{2}-d^{2}+p^{2}+q^{2}}}.}
したがって以下が成り立つ。
{\displaystyle \displaystyle p^{2}+q^{2}=2(m^{2}+n^{2}).}
これは中線定理の系である。
対角線の長さは、対角線の中点間の距離xで表すこともできる。これはオイラーの四辺形定理と呼ばれる。
{\displaystyle m={\tfrac {1}{2}}{\sqrt {2(b^{2}+d^{2})-4x^{2}}}}
{\displaystyle n={\tfrac {1}{2}}{\sqrt {2(a^{2}+c^{2})-4x^{2}}}.}

凸四角形において, 対辺の中点を結んだ直線と対角線は 双対 の関係にある。
- 二つの対角線が直交することと、二つの対辺の中点を結んだ直線の長さは等しいことは同値である。
- 二つの対辺の中点を結んだ直線が直交することと、二つの対角線の長さは等しいことは同値である。

### 特別な場合
元の四角形の2つの対角線の長さが等しいこととヴァリニョンの平行四辺形がひし形であることは同値である。
元の四角形の2つの対角線が直交する、つまり直交対角線四角形であることとヴァリニョンの平行四辺形が長方形であることは同値である。

## 関連
- H. S. M. Coxeter,  S. L. Greitzer: Geometry Revisited. MAA, Washington 1967, pp. 52-54
- Peter N. Oliver: Consequences of Varignon Parallelogram Theorem. Mathematics Teacher, Band 94, Nr. 5, Mai 2001, pp. 406-408